# Prairie Grove (Illinois)
Prairie Grove és una població dels Estats Units a l'estat d'Illinois. Segons el cens del 2000 tenia 960 habitants.

## Demografia
Segons el cens del 2000, Prairie Grove tenia 960 habitants, 303 habitatges, i 262 famílies. La densitat de població era de 80,1 habitants/km².
Dels 303 habitatges en un 46,2% hi vivien nens de menys de 18 anys, en un 80,5% hi vivien parelles casades, en un 3,6% dones solteres, i en un 13,5% no eren unitats familiars. En el 7,9% dels habitatges hi vivien persones soles el 2,3% de les quals corresponia a persones de 65 anys o més que vivien soles. El nombre mitjà de persones vivint en cada habitatge era de 3,17 i el nombre mitjà de persones que vivien en cada família era de 3,37.
Per edats la població es repartia de la següent manera: un 31% tenia menys de 18 anys, un 6,1% entre 18 i 24, un 29,4% entre 25 i 44, un 27,3% de 45 a 60 i un 6,1% 65 anys o més.
L'edat mediana era de 37 anys. Per cada 100 dones de 18 o més anys hi havia 102,4 homes.
La renda mediana per habitatge era de 93.361 $ i la renda mediana per família de 102.087 $. Els homes tenien una renda mediana de 70.417 $ mentre que les dones 30.313 $. La renda per capita de la població era de 36.234 $. Cap de les famílies i l'1,3% de la població estaven per davall del llindar de pobresa.

## Poblacions més properes
El següent diagrama mostra les poblacions més properes.